# Northern League (hockey sur glace, 2005)
Pour les articles homonymes, voir Northern League.
La Northern Ice Hockey League est une compétition de hockey sur glace se déroulant de septembre à mars, regroupant des équipes de hockey sur glace d'Écosse et du nord de l'Angleterre.
En 2010, l'Association anglaise de hockey sur glace et le Scottish Ice Hockey Limited annonce l'extension de la ligue avec l'entrée dans le tournoi d'équipes venant d'Angleterre.

## Équipes
| Conférence | Club             | Création | Ville           | Patinoire              | Capacité | Pays           |
| ---------- | ---------------- | -------- | --------------- | ---------------------- | -------- | -------------- |
| Ouest      | Blackburn Hawks  | 1990     | Blackburn       | Blackburn Arena        | 3 200    | Angleterre     |
| Ouest      | Deeside Dragons  | 1998     | Queensferry     | Deeside Leisure Centre |          | Pays de Galles |
| Ouest      | Solway Sharks    | 1998     | Dumfries        | Dumfries Ice Bowl      | 1 000    | Écosse         |
| Est        | Billingham Stars | 1971     | Billingham      | TFM Radio Ice Arena    |          | Écosse         |
| Est        | Sutton Sting     | 2011     | Nottinghamshire | Lammas Leisure Centre  |          | Angleterre     |
| Est        | Whitley Warriors | 1955     | Whitley Bay     | Whitley Bay Ice Rink   | 3 200    | Angleterre     |

## Anciennes équipes
| Club               | Création | Ville     | Patinoire          | Capacité | Pays       |
| ------------------ | -------- | --------- | ------------------ | -------- | ---------- |
| Bradford Bulldogs  | 1978     | Bradford  | Bradford Ice Arena |          | Angleterre |
| Fife Flyers        | 1938     | Kirkcaldy | Fife Ice Arena     | 3 280    | Écosse     |
| Northern Stars     |          | Lismore   |                    |          | Angleterre |
| Sheffield Spartans |          | Sheffield |                    |          | Angleterre |

## Palmarès
- 2008/2009 : Solway Sharks
- 2009/2010 : Solway Sharks